# Francisco Rodrigo
Francisco Rodrigo (Aranda de Moncayo, siglo XVII- Huesca, 26 de enero de 1662) fue un religioso español del siglo XVII.

## Biografía
Nacido en Aranda de Moncayo, su familia era originaria del Prepirineo. Consta al menos un hermano, Antonio, que también siguió carrera religiosa. Ambos vieron sus trayectorias favorecidas por un tío suyo que era vicario en la catedral de La Seo de Zaragoza.
Francisco fue doctor en teología, Calificador del Santo Oficio y canónigo del monasterio de Montearagón, cerca de sus orígenes familiares. En dicho monasterio alcanzó en 1645 el rango de coadjutor o abad auxiliar con derecho de sucesión.
En 1648 fue finalmente nombrado abad del monasterio tras la muerte de Jaime Ximenez de Ayerve, lo que lo convertía en una de las figuras más importantes de la administración eclesiástica del reino de Aragón. Como tal, fue también elegido dos veces (1656-1657) diputado a cortes de Aragón en representación del estamento eclesiástico. Fue igualmente señor temporal de varias localidades como abad del monasterio. El monasterio sin embargo había perdido muchas de sus posesiones en el siglo previo, constando del gobierno de Rodrigo un pleito con la diócesis de Barbastro por lograr el pago de rentas por parte de esta.
Falleció debido a una caída de una mula en un viaje de regreso de Huesca.